# Araneus dimidiatus
Araneus dimidiatus är en spindelart som först beskrevs av Ludwig Carl Christian Koch 1871.  Araneus dimidiatus ingår i släktet Araneus och familjen hjulspindlar. Inga underarter finns listade i Catalogue of Life.